# 三浦関造
三浦 関造（みうら せきぞう、1883年7月15日 - 1960年3月30日）は、日本の教育論者、翻訳家、民間精神療法家、ヨーガ行者、神智学徒、メタフィジカル教師。
精神世界ブーム以前に大衆的オカルティズムを日本に広めた。

## 経歴
福岡県生まれ。福岡師範学校、1913年（大正2年）に青山学院神学部を卒業して日本メソジスト教会の牧師になり、同年『エミール』を翻訳出版してベストセラーになる。数カ月で牧師をやめ、文筆活動に入った。1916年に『埋もれし世界』で、近代神智学の創始者ヘレナ・P・ブラヴァツキーの惑星進化論を紹介。『六合雑誌』などで活動し、トルストイ、ドストエフスキーなどの翻訳、タゴールの研究を行った。
民間精神療法家の兼子尚積と出会い、教育論者からスピリチュアルな実践家に転向した。1928年には、青い玉が現れて光に変わり、偉大な人物と感じる女性と老人の姿を見るという見神体験があり「使命」を自覚1929年時点ではすでに精神療法家として活躍していた。1930年から1931年に渡米してポイントロマの神智学協会で講演し、現地のメタフィジカル教師たちと交流し、帰国後に神智学的なメシア論、神智学的な人種進化論を引用しつつ黄金崇拝から精神崇拝への霊性進化論、メシア＝天皇論を展開した。戦時中は上海で外国人相手に英語でオカルティズムの講演をしていた。
終戦の翌年上海から帰国し、超古代史観の犬塚惟重（会長）、友人の下中弥三郎（名誉会長）、仲木貞一、小笠原孝次、山根キクといった偽史関係者が集う日猶懇話会の副会長を務めた。1949に神智学の啓蒙と「綜合ヨガ」を提唱、1953年にパラマハンサ・ヨガナンダのヨガ技法をまとめた『幸福への招待』を出版し、ヨガ実践団体「竜王会」を設立。統覚の行をおこないヨガを研究実践（竜王会結成後に紹介したヨガはヨガナンダのものではない）。出版社・竜王文庫を創設し、日本で廃れていた神智学を積極的に紹介し、神智学関係の書籍とヨガ行法の解説書の出版、機関誌『至上我の光』を発刊した。アリス・ベイリーやモーリス・ドリールといった神智学系の思想家を紹介、神智学徒・ヨガ指導者として活躍した晩年の7年は、ドーリルの思想に傾倒していた。
兄は教育者の三浦修吾。

## 著書
- 『埋れし世界 神秘主義』（更新文学社） 1916
- 『社会的の自己実現教育進化の六千年』（隆文館図書） 1917
- 『小学教師としてのトルストイ』（隆文館図書） 1917
- 『教育文学十講』（隆文館図書） 1918
- 『修身教授資料集成』（川島次郎共編 隆文館図書） 1919
- 『日本道徳と最近社会思潮』（隆文館図書） 1919
- 『新人道主義の教育 創造的宗教的社会的』（集成社） 1921
- 『祈れる魂』（隆文館） 1921 - 詩集
- 『二人の苦行者』（聖書文学会） 1921 - 創作
- 『基督の誘惑』（真珠書房） 1922
- 『親鸞』第1 - 2部（京文社） 1922 - 創作
- 『聖者あらたに生る』（万生閣） 1925
- 『新約聖書物語』（誠文堂） 1925
- 『甦る受難者』（誠文堂） 1926 - 創作
- 『永遠の鐘』（万生閣） 1926
- 『石長姫』（平凡社） 1927 - 創作
- 『六十万人を救ひ出した人の話』（昭陽堂書店、聖書物語文庫） 1927
- 『聖者しづかに語る』（同文社） 1928
- 『霊性の体験と認識 日本より全人類へ』（モナス） 1929年、改訂版 竜王文庫 2005
- 『黎明の聖女』（平凡社） 1929
- 『心霊の飛躍 超人の出現』（日東書院） 1932
- 『日本より全人類へ 神性の顕証』（モナス） 1936
- 『大日本ハ神国也 万邦歴史の哲学的帰結 神秘的因果法則の顕証』（神政書院） 1937
- 『幸福への招待 ヨガ秘伝の公開』（東光書房） 1953
- 『真理の太陽』（竜王文庫、綜合ヨガ） 1954
- 『神の化身』（竜王文庫） 1960
- 『天性心理学』2版（竜王文庫） 1961
- 『人間の秘密』6版（竜王文庫） 1962
- 『大直感力』3版（竜王文庫） 1962
- 『心の大空』改訂増補版 （竜王文庫） 1963 - 詩集
- 『疾病一掃の大福音』（竜王文庫） 1963
- 『聖シャンバラ』（竜王文庫、綜合ヨガ） 1963
- 『大救世主の新時代 大救世主とヨガの関係』（竜王文庫） 1968
- 『宇宙の法則と古聖の神智』（竜王文庫） 1970
- 『帰依の統一』3版（竜王文庫） 1972
- 『マニ光明ヨガ』（竜王文庫） 1974.7
- 『輝く神智 ヒーラー（秘教治療家）の為の秘伝』改訂版（竜王文庫、綜合ヨガ） 2008.8

## 翻訳
- 『喜 家庭小説』（ビョルンソン、彩文館） 1911.6
- 『世界文学としての聖書』（モールトン、教文館） 1912.6
- 『エミール 人生教育』（ルツソー、隆文館） 1913
- 『闇を破つて ジヤンクリストフ』（ロマン・ローラン、警醒社書店） 1914
- 『生と自然 森林文学』（春秋社書店） 1915
- 『人生』（トルストイ、玄黄社） 1915
- 『伽陀の捧物』（タゴール、三浦関造） 1915
- 『森林哲学生の実現』（タゴール、三浦関造） 1915
- 『ハニヤ』（センキウイツチ、東文堂書店） 1915
- 『愛の奇蹟』（クープリン、山田書店） 1916
- 『犯罪と遺伝個性の教育』（ロムブロゾー、隆文館図書） 1916
- 『生に徹する芸術』（カーペンター、更新文学社） 1916
- 『科学より宗教へ』（ジエームス・ダブルユー・リー、日本基督教興文協会） 1917
- 『革命の巷より』（クロポトキン、文昭堂） 1918
- 『新エミール』（ウエルズ、隆文館図書） 1919
- 『新生の曙』（ストリンドベルヒ、天佑社） 1919
- 『人間改造と芸術』（カーペンター、天佑社） 1920
- 『キヤドベリー伝』（Helen Alexander、日本基督教興文協会） 1920
- 『黙示の四騎手』（ブラスコ・イバニエズ、天佑社） 1921.4
- 『現代宗教哲学の革命 ウエルズの新神秘主義』（天佑社） 1921
- 『トルストイ童話集』（真珠書房） 1922
- 『愛の学校 続』（マンテガッツァ、誠文堂） 1927
- 『星化学分析』 2版（ドウリル、竜王文庫） 1962
- 『聖典沈黙の声』改訂版（ヘレナ・ペトロヴナ・ブラヴァツキー、竜王文庫） 1962
- 『至高者の歌』2版（竜王文庫） 1962